# Iglesia de Santa Ana (Garachico)
La parroquia matriz de Santa Ana se ubica en la Villa de Garachico (isla de Tenerife, Canarias, España). 

## Características
El templo, fundado en 1520 por Cristóbal de Ponte, sufrió graves daños en la erupción de 1706, luego fue reconstruido siguiendo los planos originales. En el interior destaca un artesonado mudéjar y varias capillas con retablos barrocos, así como varias tallas religiosas de los siglos XVII y XVIII, destacando la imagen de Santa Ana, del siglo XVI, patrona de la villa.
En la capilla mayor, un tabernáculo clasicista rodea al Cristo crucificado, talla del sevillano Martín de Andújar Cantos. A ambos lados del tabernáculo se sitúan las imágenes de Santa Ana y San Joaquín.
La capilla de Nuestra Señora del Carmen presenta un interesante retablo barroco, con una talla de esta Virgen del siglo XVII, venerada especialmente por los pescadores y marineros de la Villa. Sobresale también el Retablo de la Capilla del Santísimo, con una imagen de San Francisco de Asís de principios del siglo XVII y una Custodia Procesional del siglo XVI, procedente del convento de Santa Clara, hoy desaparecido. 
Pero lo más destacado es el Santísimo Cristo de la Misericordia realizado por indígenas mexicanos a finales del siglo XVI, que es un "Cristo de maíz", representaciones de Jesucristo hechos mediante una técnica utilizando la médula de la caña del maíz. Su origen se remonta a tiempos prehispánicos y dichos indígenas la usaban para fabricar a sus dioses e ídolos, de peso ligero, a los que podían cargar a hombros sin gran esfuerzo. Una técnica curiosa que se cultivaba especialmente en Michoacán (tal vez su origen) y en la zona de Oaxaca, concretamente en Puebla-Tlaxcala. Se encuentran este tipo de Cristos sobre todo en México y España.

## Galería fotográfica

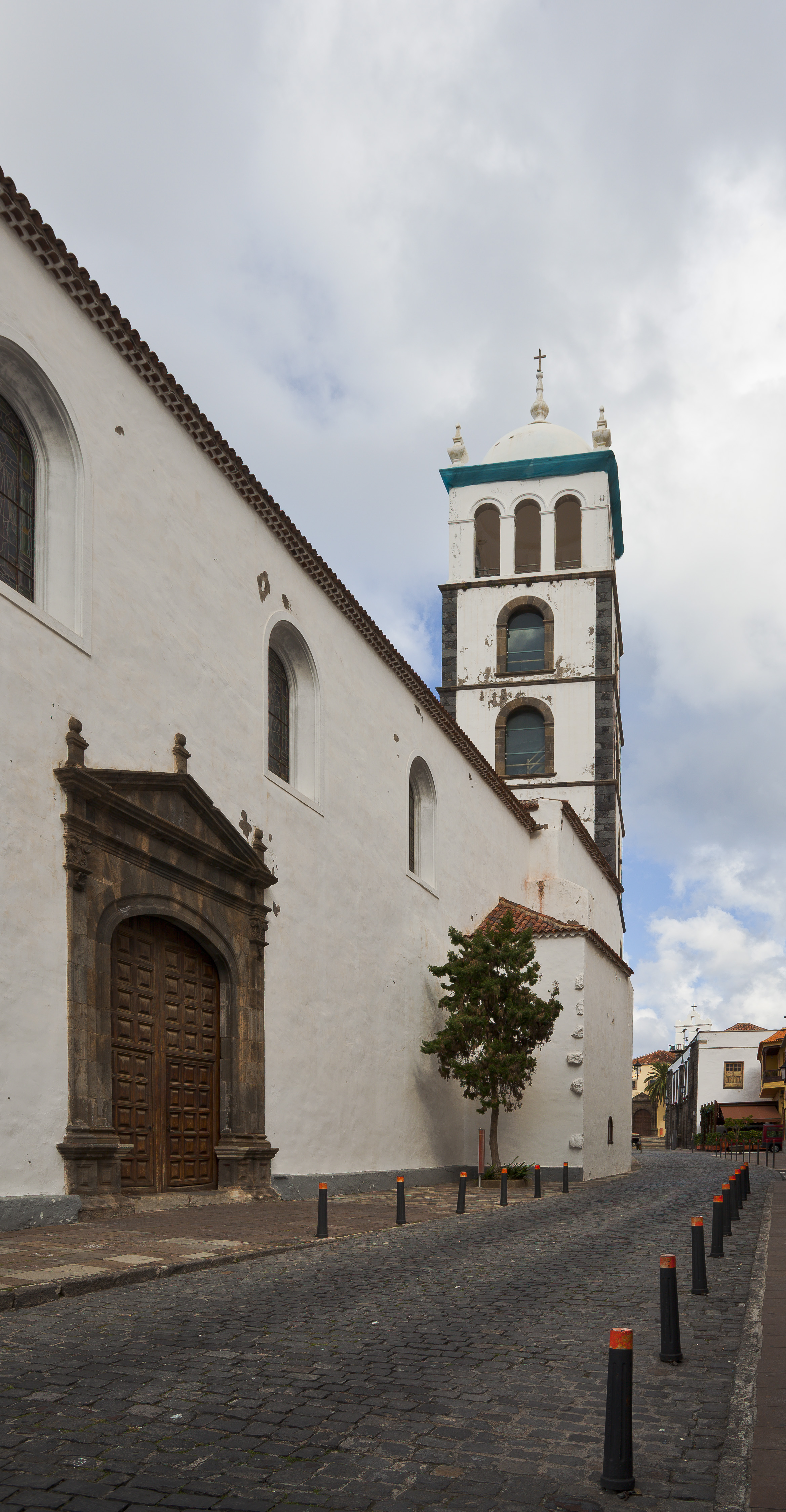
Vista del exterior.
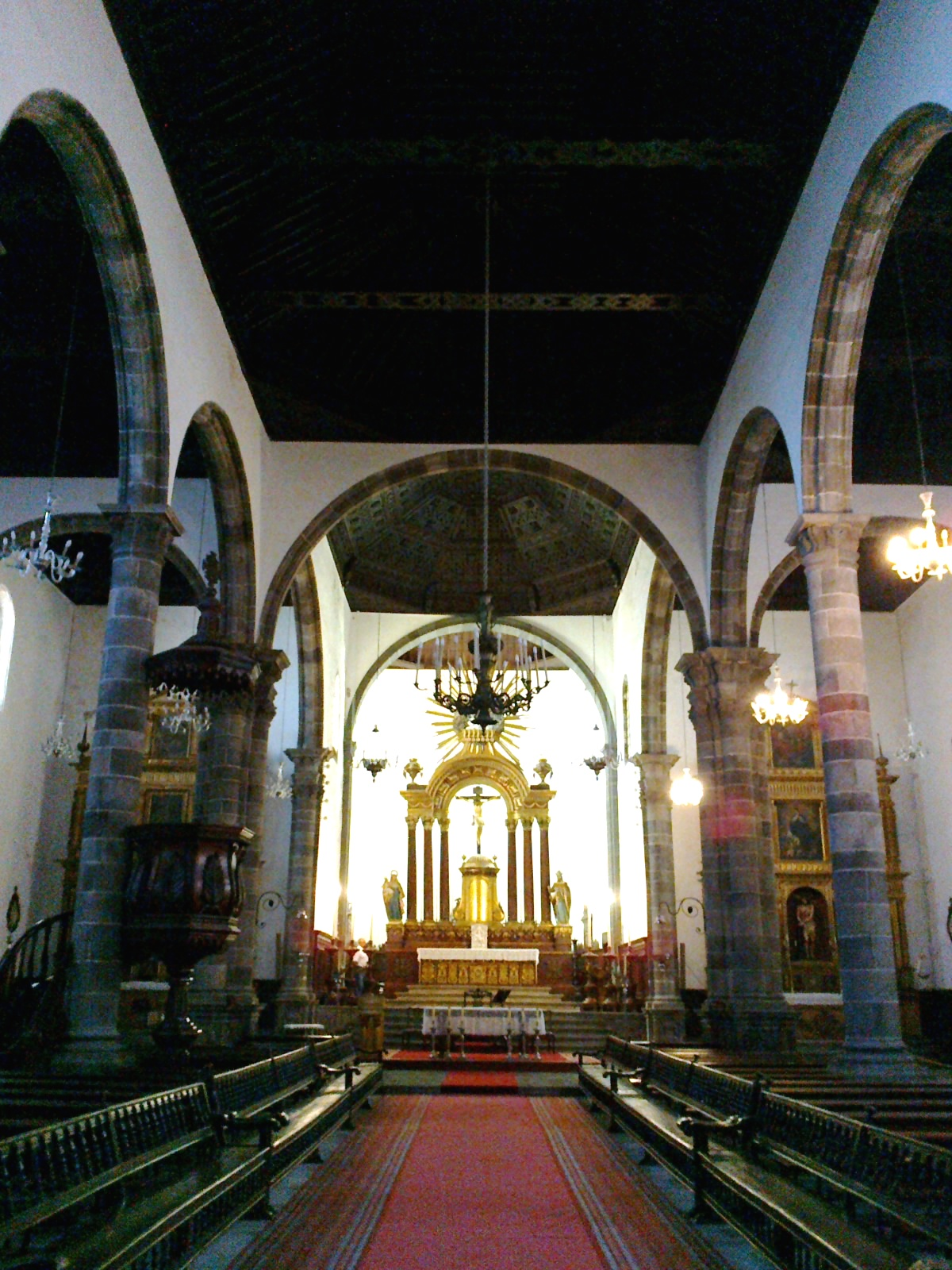
Interior del templo.
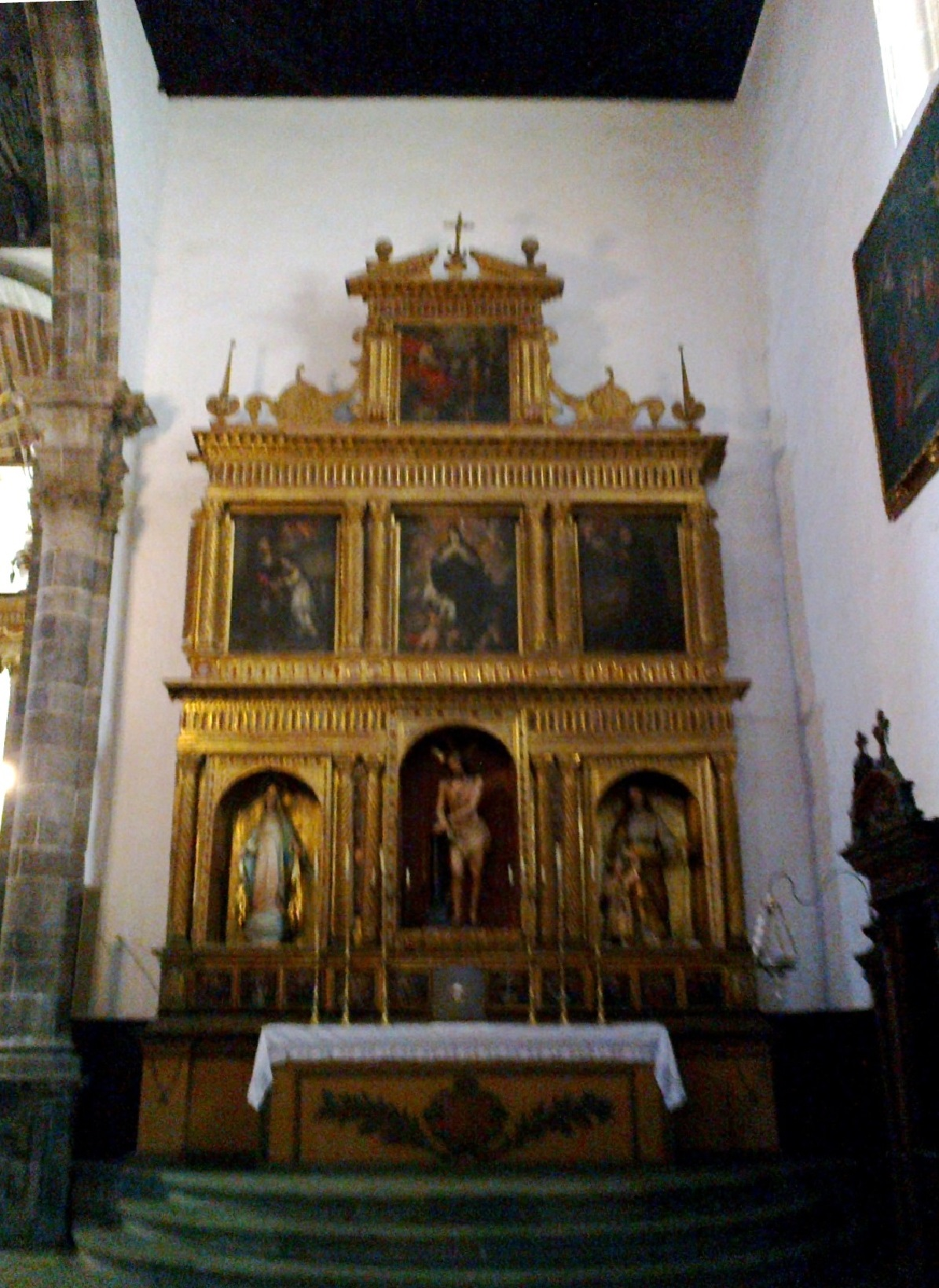
Retablo del Cristo atado a la columna.
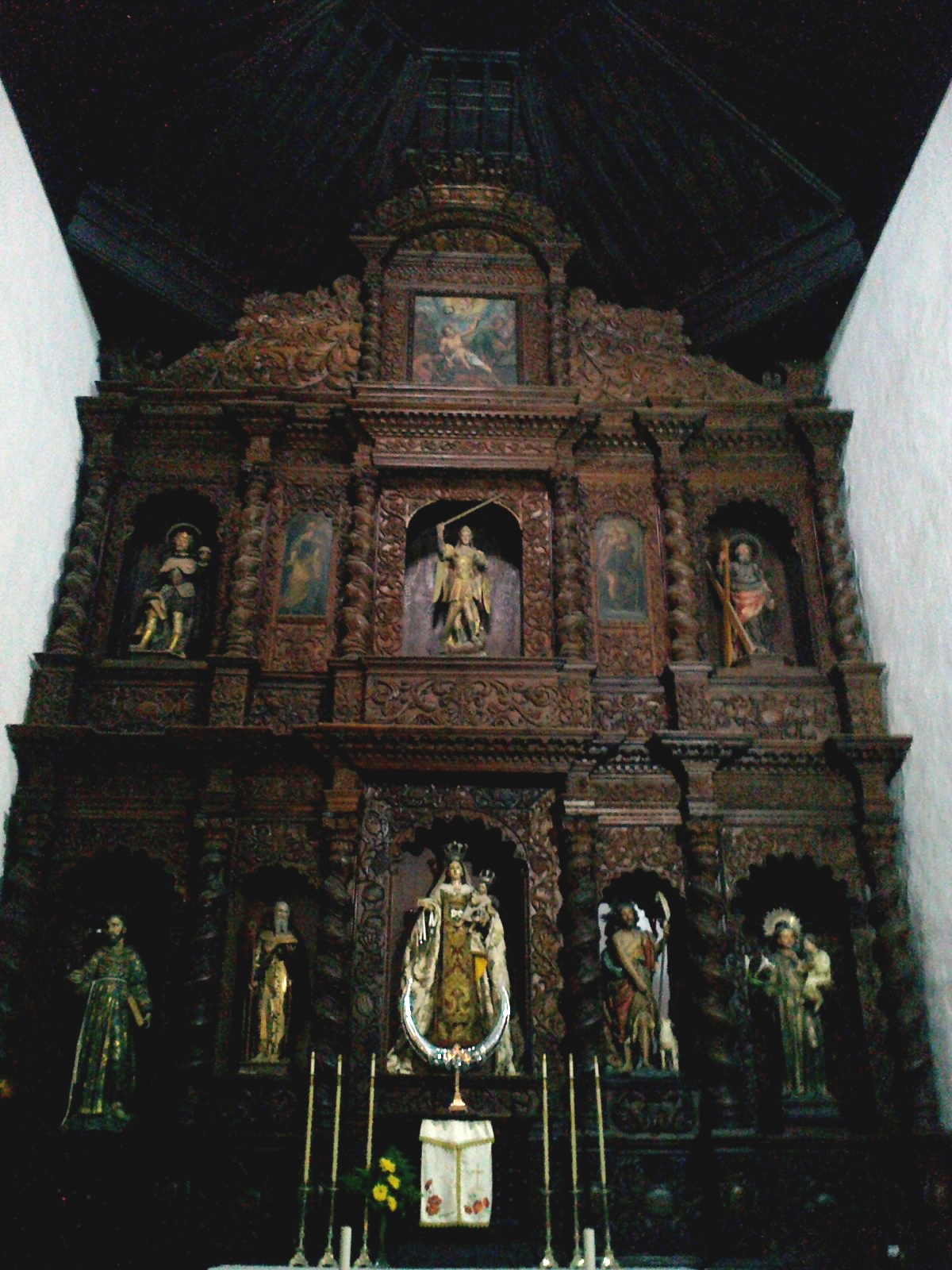
Retablo de la Virgen del Carmen.
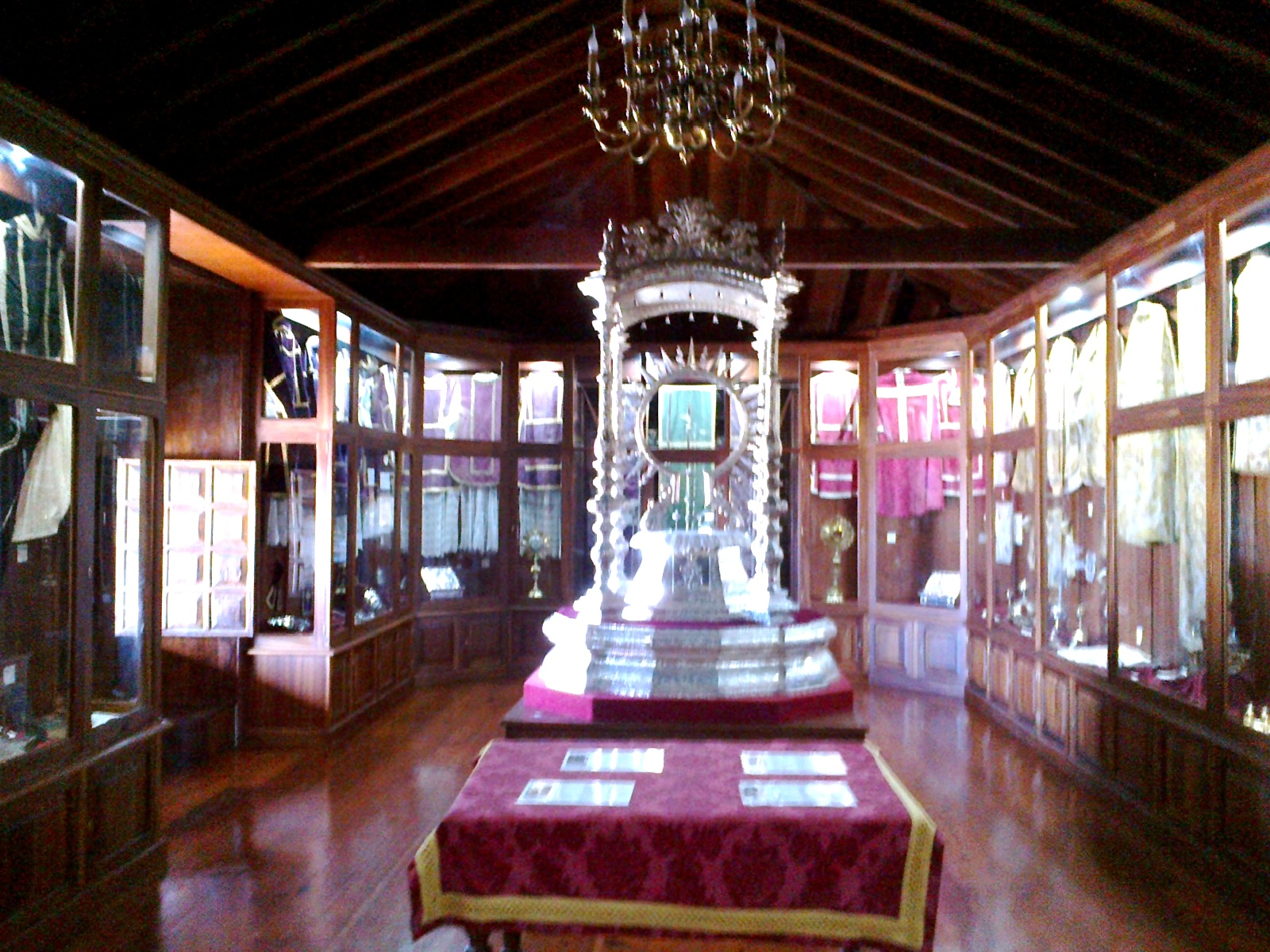
Museo de arte sacro.
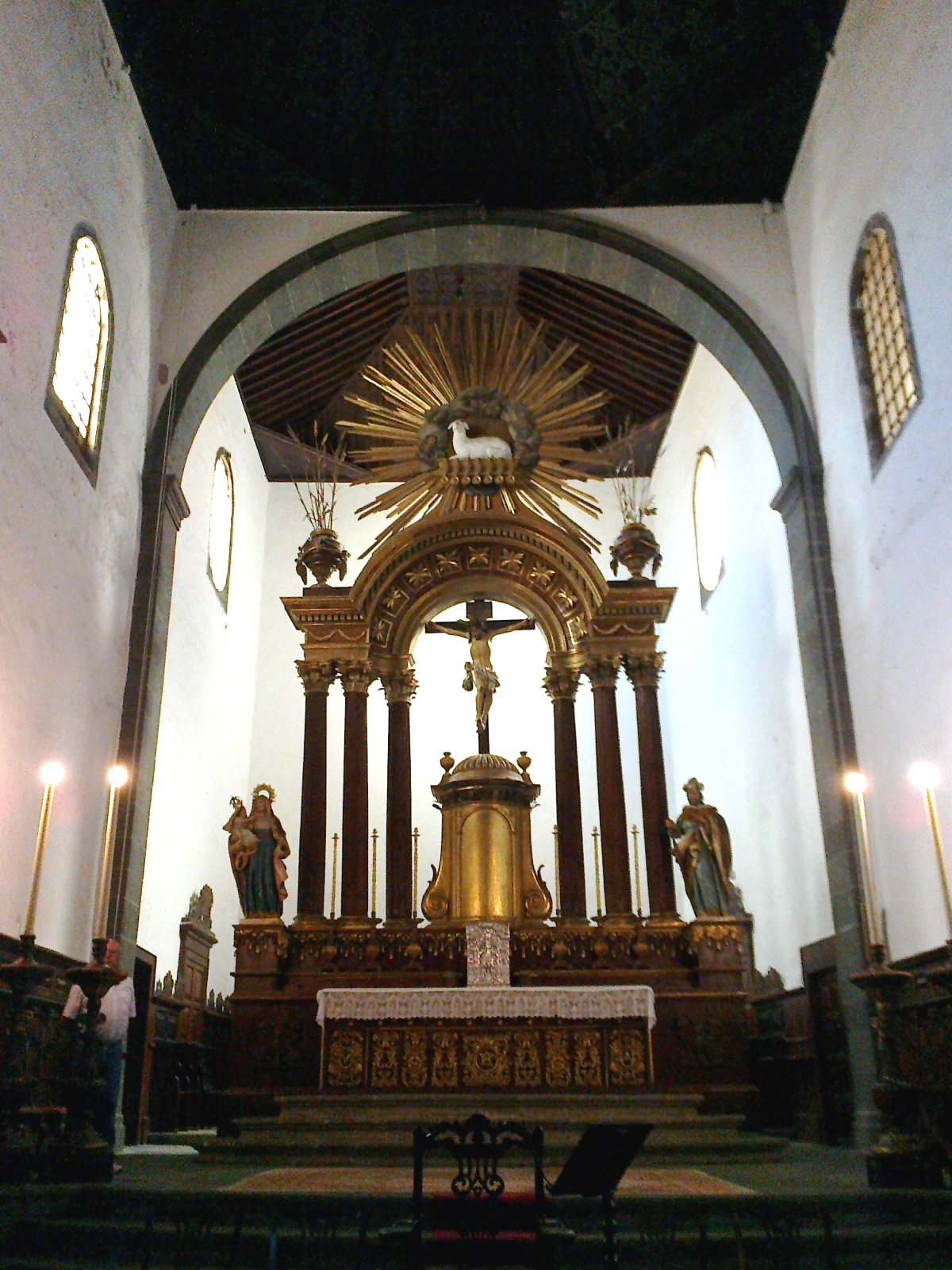
Retablo del altar mayor.
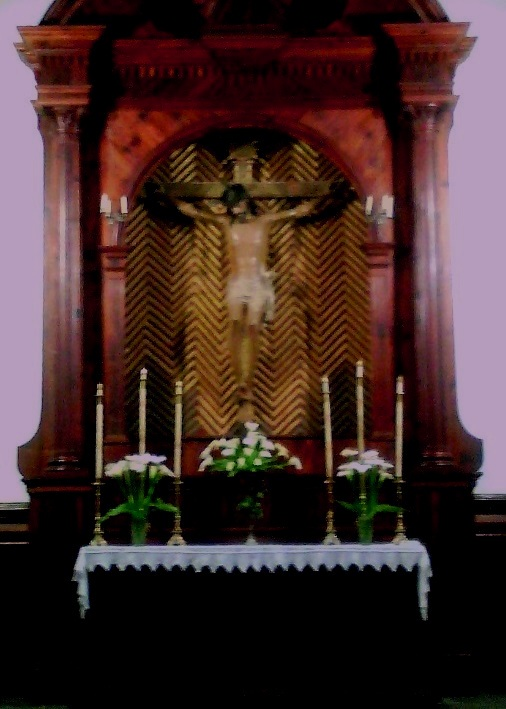
Retablo del Cristo de la Misericordia.